# Железняков, Юрий Николаевич
Ю́рий Никола́евич Железняко́в (29 сентября 1944 — 18 июля 2015, Ульяновск, Российская Федерация) — спортсмен, чемпион РСФСР, СССР, Европы, советский и российский тренер по судомодельному спорту, заслуженный тренер РСФСР.

## Биография
Судомодельным спортом увлекался с детства.
Как спортсмен становился чемпионом Советского Союза, одним из первых ульяновских судомоделистов выполнил норматив мастера спорта СССР.
В качестве тренера подготовил чемпионов России, Европы и мира: Сергея Байдерякова, Алексея Присухина, Николая Мужикова.
Возглавлял региональную федерацию судомодельного спорта. Конструировал копии известных российских парусников.

## Награды и звания
Награждён орденом «За заслуги перед Отечеством» III степени. Заслуженный тренер РСФСР.